# Coppa delle Coppe dell'AFC
La Coppa delle Coppe dell'AFC, detta anche Coppa delle Coppe asiatica o Coppa delle Coppe d'Asia (in inglese Asian Cup Winners' Cup) era una competizione calcistica per squadre di club organizzata dall'Asian Football Confederation.
La prima edizione di questo trofeo venne disputata nella stagione 1990-1991 e vi presero parte tutte le squadre dei Paesi affiliati all'AFC che avevano vinto la coppa nazionale. La vincitrice della Coppa delle Coppe dell'AFC contendeva alla vincente della Coppa dei Campioni dell'AFC la Supercoppa d'Asia.
Nella stagione 2002-2003 la Coppa delle Coppe dell'AFC si fuse con la Coppa dei Campioni dando vita all'AFC Champions League.

## Albo d'oro
| Edizione  | Vincitore          | Punteggio   | Finalista       |
| --------- | ------------------ | ----------- | --------------- |
| 1990-1991 | Persepolis         | 0 - 0 1 - 0 | Al-Muharraq     |
| 1991-1992 | Nissan Motors      | 1 - 1 5 - 0 | Al-Nassr        |
| 1992-1993 | Nissan Motors      | 1 - 1 1 - 0 | Persepolis      |
| 1993-1994 | Al-Qadisiya        | 4 - 2 2 - 0 | South China     |
| 1994-1995 | Yokohama Flügels   | 2 - 1 (dts) | Al-Shabab       |
| 1995-1996 | Bellmare Hiratsuka | 2 - 1       | Al-Talaba       |
| 1996-1997 | Al-Hilal           | 3 - 1       | Nagoya Grampus  |
| 1997-1998 | Al-Nassr           | 1 - 0       | Suwon Bluewings |
| 1998-1999 | Al-Ittihad         | 3 - 2 (dts) | Chunnam Dragons |
| 1999-2000 | Shimizu S-Pulse    | 1 - 0       | Al-Zawraa       |
| 2000-2001 | Al-Shabab          | 4 - 2       | Dalian Shide    |
| 2001-2002 | Al-Hilal           | 2 - 1 (dts) | Jeonbuk Hyundai |

## Record e statistiche della Coppa delle Coppe dell'AFC

### Numero di vittorie e sconfitte in finale per nazione
| # | Nazione             | Vittorie | Sconfitte |
| - | ------------------- | -------- | --------- |
| 1 | Arabia Saudita      | 6        | 1         |
| 2 | Giappone            | 5        | 1         |
| 3 | Iran                | 1        | 1         |
| 4 | Corea del Sud       | 0        | 3         |
| 5 | Iraq                | 0        | 2         |
| 6 | Bahrein             | 0        | 1         |
| 6 | Cina                | 0        | 1         |
| 6 | Hong Kong           | 0        | 1         |
| 6 | Emirati Arabi Uniti | 0        | 1         |

### Numero di vittorie e sconfitte in finale per club
| Squadra            | Vittorie | Sconfitte | Anno della vittoria | Anno della sconfitta |
| ------------------ | -------- | --------- | ------------------- | -------------------- |
| Al-Hilal           | 2        | 0         | 1997, 2002          |                      |
| Yokohama Marinos   | 2        | 0         | 1992, 1993          |                      |
| Al-Nassr           | 1        | 1         | 1998                | 1992                 |
| Persepolis         | 1        | 1         | 1991                | 1993                 |
| Al-Shabab          | 1        | 0         | 2001                |                      |
| Shimizu S-Pulse    | 1        | 0         | 2000                |                      |
| Al-Ittihad         | 1        | 0         | 1999                |                      |
| Bellmare Hiratsuka | 1        | 0         | 1996                |                      |
| Yokohama Flügels   | 1        | 0         | 1995                |                      |
| Al-Qadisiya        | 1        | 0         | 1994                |                      |
| Jeonbuk Hyundai    | 0        | 1         |                     | 2002                 |
| Dalian Shide       | 0        | 1         |                     | 2001                 |
| Al-Zawraa          | 0        | 1         |                     | 2000                 |
| Chunnam Dragons    | 0        | 1         |                     | 1999                 |
| Suwon Bluewings    | 0        | 1         |                     | 1998                 |
| Nagoya Grampus     | 0        | 1         |                     | 1997                 |
| Al-Talaba          | 0        | 1         |                     | 1996                 |
| Al-Shabab          | 0        | 1         |                     | 1995                 |
| South China        | 0        | 1         |                     | 1994                 |
| Al-Muharraq        | 0        | 1         |                     | 1991                 |